# Team Picnic PostNL
Team Picnic PostNL (Kod UCI: TPP) – zawodowa holenderska grupa kolarska założona w 2005. W latach 2015–2021 grupa zarejestrowana była w Niemczech. Grupa należy do UCI WorldTeams od 2013.

## Nazwa grupy w poszczególnych latach
| lata         | nazwa                     |
| ------------ | ------------------------- |
| 2005         | Shimano-Memory Corp       |
| 2006–2011    | Skil-Shimano              |
| 2012         | Project 1t4i              |
| 2012–2014    | Argos-Shimano             |
| 2014         | Giant-Shimano             |
| 2015–2016    | Giant-Alpecin             |
| 2017–2020    | Team Sunweb               |
| 2021–06.2023 | Team DSM                  |
| 06.2023–2023 | Team DSM-Firmenich        |
| 2024         | Team dsm-firmenich PostNL |
| od 2025      | Team Picnic PostNL        |

## Obecny skład (2025)
| Skład drużyny 2025                    | Skład drużyny 2025   | Skład drużyny 2025 | Skład drużyny 2025                           |
| Imię i nazwisko                       | Data urodzenia       | Państwo            | Poprzednia grupa                             |
| ------------------------------------- | -------------------- | ------------------ | -------------------------------------------- |
| Tobias Lund Andresen                  | 20 sierpnia 2002     | Dania              | Development Team DSM (2022)                  |
| Romain Bardet (1 sty–15 cze, Przypis) | 9 listopada 1990     | Francja            | AG2R La Mondiale (2020)                      |
| Warren Barguil                        | 28 października 1991 | Francja            | Arkéa-Samsic (2023)                          |
| Pavel Bittner                         | 29 października 2002 | Czechy             | Development Team DSM (2022)                  |
| Romain Combaud                        | 1 kwietnia 1991      | Francja            | Nippo-Delko One Provence (2020)              |
| John Degenkolb                        | 7 stycznia 1989      | Niemcy             | Lotto-Soudal (2021)                          |
| Robbe Dhondt                          | 25 czerwca 2004      | Belgia             | Development Team dsm-firmenich PostNL (2024) |
| Matthew Dinham                        | 9 kwietnia 2000      | Australia          | Team BridgeLane (2022)                       |
| Patrick Eddy                          | 17 października 2002 | Australia          | Development Team DSM-Firmenich (2023)        |
| Alexander Edmondson                   | 22 grudnia 1993      | Australia          | BikeExchange-Jayco (2022)                    |
| Nils Eekhoff                          | 23 stycznia 1998     | Holandia           | Development Team Sunweb (2019)               |
| Sean Flynn                            | 2 marca 2000         | Wielka Brytania    | Tudor Pro Cycling Team (2022)                |
| Chris Hamilton                        | 18 maja 1995         | Australia          | Avanti IsoWhey Sports (2016)                 |
| Fabio Jakobsen                        | 31 sierpnia 1996     | Holandia           | Soudal Quick-Step (2023)                     |
| Bjoern Koerdt                         | 20 lipca 2004        | Wielka Brytania    | Club Cycliste d'Étupes (2024)                |
| Gijs Leemreize                        | 23 października 1999 | Holandia           | Jumbo-Visma (2023)                           |
| Enzo Leijnse                          | 16 lipca 2001        | Holandia           | Development Team DSM-Firmenich (2023)        |
| Niklas Märkl                          | 3 marca 1999         | Niemcy             | Development Team Sunweb (2020)               |
| Tim Naberman                          | 11 maja 1999         | Holandia           | Development Team DSM (2021)                  |
| Oscar Onley                           | 13 października 2002 | Wielka Brytania    | Development Team DSM (2022)                  |
| Max Poole                             | 1 marca 2003         | Wielka Brytania    | Development Team DSM (2022)                  |
| Timo Roosen                           | 11 stycznia 1993     | Holandia           | Jumbo-Visma (2023)                           |
| Julius van den Berg                   | 23 października 1996 | Holandia           | EF Education-EasyPost (2023)                 |
| Frank van den Broek                   | 28 grudnia 2000      | Holandia           | Development Team DSM-Firmenich (2023)        |
| Casper van Uden                       | 22 lipca 2001        | Holandia           | Development Team DSM (2022)                  |
| Kevin Vermaerke                       | 16 października 2000 | Stany Zjednoczone  | Hagens Berman Axeon (2020)                   |
| Bram Welten                           | 29 marca 1997        | Holandia           | Groupama-FDJ (2023)                          |
| Guillermo Juan Martinez               | 21 listopada 2004    | Kolumbia           | Q36.5 Continental (2024)                     |
|                                       |                      |                    |                                              |
| Źródło: ProCyclingStats               |                      |                    |                                              |

Przypis: Romain Bardet, koniec kariery

## Sezony

### 2024

#### Skład
| Skład drużyny 2024                     | Skład drużyny 2024   | Skład drużyny 2024 | Skład drużyny 2024                    |
| Imię i nazwisko                        | Data urodzenia       | Państwo            | Poprzednia grupa                      |
| -------------------------------------- | -------------------- | ------------------ | ------------------------------------- |
| Tobias Lund Andresen                   | 20 sierpnia 2002     | Dania              | Development Team DSM (2022)           |
| Romain Bardet                          | 9 listopada 1990     | Francja            | AG2R La Mondiale (2020)               |
| Warren Barguil                         | 28 października 1991 | Francja            | Arkéa-Samsic (2023)                   |
| Patrick Bevin                          | 15 lutego 1991       | Nowa Zelandia      | Israel-Premier Tech (2022)            |
| Pavel Bittner                          | 29 października 2002 | Czechy             | Development Team DSM (2022)           |
| Romain Combaud                         | 1 kwietnia 1991      | Francja            | Nippo-Delko One Provence (2020)       |
| John Degenkolb                         | 7 stycznia 1989      | Niemcy             | Lotto-Soudal (2021)                   |
| Matthew Dinham                         | 9 kwietnia 2000      | Australia          | Team BridgeLane (2022)                |
| Patrick Eddy                           | 17 października 2002 | Australia          | Development Team DSM-Firmenich (2023) |
| Alexander Edmondson                    | 22 grudnia 1993      | Australia          | BikeExchange-Jayco (2022)             |
| Nils Eekhoff                           | 23 stycznia 1998     | Holandia           | Development Team Sunweb (2019)        |
| Sean Flynn                             | 2 marca 2000         | Wielka Brytania    | Tudor Pro Cycling Team (2022)         |
| Chris Hamilton                         | 18 maja 1995         | Australia          | Avanti IsoWhey Sports (2016)          |
| Fabio Jakobsen                         | 31 sierpnia 1996     | Holandia           | Soudal Quick-Step (2023)              |
| Gijs Leemreize                         | 23 października 1999 | Holandia           | Jumbo-Visma (2023)                    |
| Enzo Leijnse                           | 16 lipca 2001        | Holandia           | Development Team DSM-Firmenich (2023) |
| Emīls Liepiņš                          | 29 października 1992 | Łotwa              | Lidl-Trek (2023)                      |
| Niklas Märkl                           | 3 marca 1999         | Niemcy             | Development Team Sunweb (2020)        |
| Tim Naberman                           | 11 maja 1999         | Holandia           | Development Team DSM (2021)           |
| Oscar Onley                            | 13 października 2002 | Wielka Brytania    | Development Team DSM (2022)           |
| Max Poole                              | 1 marca 2003         | Wielka Brytania    | Development Team DSM (2022)           |
| Timo Roosen                            | 11 stycznia 1993     | Holandia           | Jumbo-Visma (2023)                    |
| Martijn Tusveld                        | 9 września 1993      | Holandia           | Roompot-Nederlandse Loterij (2017)    |
| Julius van den Berg                    | 23 października 1996 | Holandia           | EF Education-EasyPost (2023)          |
| Frank van den Broek                    | 28 grudnia 2000      | Holandia           | Development Team DSM-Firmenich (2023) |
| Casper van Uden                        | 22 lipca 2001        | Holandia           | Development Team DSM (2022)           |
| Kevin Vermaerke                        | 16 października 2000 | Stany Zjednoczone  | Hagens Berman Axeon (2020)            |
| Bram Welten                            | 29 marca 1997        | Holandia           | Groupama-FDJ (2023)                   |
| Bjoern Koerdt (1 sie–31 gru, stażysta) | 20 lipca 2004        | Wielka Brytania    | Club Cycliste d'Étupes (2024)         |
|                                        |                      |                    |                                       |
| Źródło: ProCyclingStats                |                      |                    |                                       |

#### Zwycięstwa
| Zwycięstwa       | Zwycięstwa                                                  | Zwycięstwa       | Zwycięstwa | Zwycięstwa                | Zwycięstwa |
| Data             | Wyścig                                                      | Państwo          | Kategoria  | Zwycięzca                 |            |
| ---------------- | ----------------------------------------------------------- | ---------------- | ---------- | ------------------------- | ---------- |
| 20 sty           | Tour Down Under, 5. etap                                    | Australia        | 2.UWT      | Oscar Onley               |            |
| 30 sty           | AlUla Tour, 1. etap                                         | Arabia Saudyjska | 2.1        | Casper van Uden           |            |
| 21 kwi           | Presidential Cycling Tour of Turkey, 1. etap                | Turcja           | 2.Pro      | Fabio Jakobsen            |            |
| 24 kwi           | Presidential Cycling Tour of Turkey, 4. etap                | Turcja           | 2.Pro      | Tobias Lund Andresen      |            |
| 25 kwi           | Presidential Cycling Tour of Turkey, 5. etap                | Turcja           | 2.Pro      | Tobias Lund Andresen      |            |
| 26 kwi           | Presidential Cycling Tour of Turkey, 6. etap                | Turcja           | 2.Pro      | Frank van den Broek       |            |
| 27 kwi           | Presidential Cycling Tour of Turkey, 7. etap                | Turcja           | 2.Pro      | Tobias Lund Andresen      |            |
| 28 kwietnia 2024 | Presidential Cycling Tour of Turkey, klasyfikacja generalna | Turcja           | 2.Pro      | Frank van den Broek       |            |
| 26 maj           | Rund um Köln                                                | Niemcy           | 1.1        | Casper van Uden           |            |
| 6 cze            | ZLM Tour, 2. etap                                           | Holandia         | 2.1        | Casper van Uden           |            |
| 8 cze            | ZLM Tour, 4. etap                                           | Holandia         | 2.1        | Casper van Uden           |            |
| 29 cze           | Tour de France, 1. etap                                     | Włochy           | 2.UWT      | Romain Bardet             |            |
| 14 sie           | Danmark Rundt, 1. etap                                      | Dania            | 2.Pro      | Team dsm-firmenich PostNL |            |
| 16 sie           | Danmark Rundt, 3. etap                                      | Dania            | 2.Pro      | Tobias Lund Andresen      |            |

### 2023

#### Skład
| Skład drużyny 2023                       | Skład drużyny 2023   | Skład drużyny 2023 | Skład drużyny 2023                 |
| Imię i nazwisko                          | Data urodzenia       | Państwo            | Poprzednia grupa                   |
| ---------------------------------------- | -------------------- | ------------------ | ---------------------------------- |
| Tobias Lund Andresen                     | 20 sierpnia 2002     | Dania              | Development Team DSM (2022)        |
| Romain Bardet                            | 9 listopada 1990     | Francja            | AG2R La Mondiale (2020)            |
| Patrick Bevin                            | 15 lutego 1991       | Nowa Zelandia      | Israel-Premier Tech (2022)         |
| Pavel Bittner                            | 29 października 2002 | Czechy             | Development Team DSM (2022)        |
| Marco Brenner                            | 27 sierpnia 2002     | Niemcy             | Team Auto Eder Bayern (2020)       |
| Romain Combaud                           | 1 kwietnia 1991      | Francja            | Nippo-Delko One Provence (2020)    |
| Alberto Dainese                          | 25 marca 1998        | Włochy             | SEG Racing Academy (2019)          |
| John Degenkolb                           | 7 stycznia 1989      | Niemcy             | Lotto-Soudal (2021)                |
| Matthew Dinham                           | 9 kwietnia 2000      | Australia          | Team BridgeLane (2022)             |
| Alexander Edmondson                      | 22 grudnia 1993      | Australia          | BikeExchange-Jayco (2022)          |
| Nils Eekhoff                             | 23 stycznia 1998     | Holandia           | Development Team Sunweb (2019)     |
| Sean Flynn                               | 2 marca 2000         | Wielka Brytania    | Tudor Pro Cycling Team (2022)      |
| Chris Hamilton                           | 18 maja 1995         | Australia          | Avanti IsoWhey Sports (2016)       |
| Leon Heinschke                           | 8 listopada 1999     | Niemcy             | Development Team DSM (2021)        |
| Jonas Iversby Hvideberg                  | 9 lutego 1999        | Norwegia           | Uno-X Pro Cycling Team (2021)      |
| Andreas Leknessund                       | 21 maja 1999         | Norwegia           | Uno-X Pro Cycling Team (2020)      |
| Niklas Märkl                             | 3 marca 1999         | Niemcy             | Development Team Sunweb (2020)     |
| Marius Mayrhofer                         | 18 września 2000     | Niemcy             | Development Team DSM (2021)        |
| Lorenzo Milesi                           | 19 marca 2002        | Włochy             | Development Team DSM (2022)        |
| Tim Naberman                             | 11 maja 1999         | Holandia           | Development Team DSM (2021)        |
| Oscar Onley                              | 13 października 2002 | Wielka Brytania    | Development Team DSM (2022)        |
| Max Poole                                | 1 marca 2003         | Wielka Brytania    | Development Team DSM (2022)        |
| Frederik Madsen                          | 22 stycznia 1998     | Dania              | Uno-X Pro Cycling Team (2021)      |
| Florian Stork                            | 27 kwietnia 1997     | Niemcy             | Development Team Sunweb (2019)     |
| Martijn Tusveld                          | 9 września 1993      | Holandia           | Roompot-Nederlandse Loterij (2017) |
| Casper van Uden                          | 22 lipca 2001        | Holandia           | Development Team DSM (2022)        |
| Henri Vandenabeele                       | 15 kwietnia 2000     | Belgia             | Development Team DSM (2021)        |
| Harm Vanhoucke (1 sty–14 sie)            | 17 czerwca 1997      | Belgia             | Lotto-Soudal (2022)                |
| Kevin Vermaerke                          | 16 października 2000 | Stany Zjednoczone  | Hagens Berman Axeon (2020)         |
| Sam Welsford                             | 19 stycznia 1996     | Australia          | Pro Racing Sunshine Coast (2019)   |
|                                          |                      |                    |                                    |
| Źródła: ProCyclingStats Cycling Quotient |                      |                    |                                    |

#### Zwycięstwa
| Zwycięstwa | Zwycięstwa                                                       | Zwycięstwa | Zwycięstwa | Zwycięstwa         | Zwycięstwa |
| Data       | Wyścig                                                           | Państwo    | Kategoria  | Zwycięzca          |            |
| ---------- | ---------------------------------------------------------------- | ---------- | ---------- | ------------------ | ---------- |
| 28 sty     | Vuelta a San Juan, 6. etap                                       | Argentyna  | 2.Pro      | Sam Welsford       |            |
| 29 sty     | Cadel Evans Great Ocean Road Race                                | Australia  | 1.UWT      | Marius Mayrhofer   |            |
| 29 sty     | Vuelta a San Juan, 7. etap                                       | Argentyna  | 2.Pro      | Sam Welsford       |            |
| 4 mar      | Grand Prix Criquielion                                           | Belgia     | 1.1        | Sam Welsford       |            |
| 24 maj     | Giro d'Italia, 17. etap                                          | Włochy     | 2.UWT      | Alberto Dainese    |            |
| 7 cze      | ZLM Tour, prolog                                                 | Holandia   | 2.Pro      | Nils Eekhoff       |            |
| 22 cze     | Czech Republic National Road Cycling Championships - Men U23 ITT | Czechy     | CN         | Pavel Bittner      |            |
| 17 sie     | Arctic Race of Norway, 1. etap                                   | Norwegia   | 2.Pro      | Alberto Dainese    |            |
| 26 sie     | Vuelta a España, 1. etap                                         | Hiszpania  | 2.UWT      | Team DSM-Firmenich |            |
| 26 sie     | Benelux Tour, 4. etap                                            | Belgia     | 2.UWT      | Sam Welsford       |            |
| 15 wrz     | Vuelta a España, 19. etap                                        | Hiszpania  | 2.UWT      | Alberto Dainese    |            |

### 2022

#### Skład
| Skład drużyny 2022                       | Skład drużyny 2022   | Skład drużyny 2022 | Skład drużyny 2022                 |
| Imię i nazwisko                          | Data urodzenia       | Państwo            | Poprzednia grupa                   |
| ---------------------------------------- | -------------------- | ------------------ | ---------------------------------- |
| Thymen Arensman                          | 4 grudnia 1999       | Holandia           | SEG Racing Academy (2020)          |
| Nikias Arndt                             | 18 listopada 1991    | Niemcy             | LKT Team Brandenburg (2012)        |
| Romain Bardet                            | 9 listopada 1990     | Francja            | AG2R La Mondiale (2020)            |
| Cees Bol                                 | 27 lipca 1995        | Holandia           | SEG Racing Academy (2018)          |
| Marco Brenner                            | 27 sierpnia 2002     | Niemcy             | Team Auto Eder Bayern (2020)       |
| Romain Combaud                           | 1 kwietnia 1991      | Francja            | Nippo-Delko One Provence (2020)    |
| Alberto Dainese                          | 25 marca 1998        | Włochy             | SEG Racing Academy (2019)          |
| John Degenkolb                           | 7 stycznia 1989      | Niemcy             | Lotto-Soudal (2021)                |
| Nico Denz                                | 15 lutego 1994       | Niemcy             | AG2R La Mondiale (2019)            |
| Mark Donovan                             | 3 kwietnia 1999      | Wielka Brytania    | Team Wiggins Le Col (2019)         |
| Nils Eekhoff                             | 23 stycznia 1998     | Holandia           | Development Team Sunweb (2019)     |
| Chris Hamilton                           | 18 maja 1995         | Australia          | Avanti IsoWhey Sports (2016)       |
| Leon Heinschke                           | 8 listopada 1999     | Niemcy             | Development Team DSM (2021)        |
| Jonas Iversby Hvideberg                  | 9 lutego 1999        | Norwegia           | Uno-X Pro Cycling Team (2021)      |
| Asbjørn Kragh Andersen                   | 9 kwietnia 1992      | Dania              | Waoo (2018)                        |
| Søren Kragh Andersen                     | 10 sierpnia 1994     | Dania              | Trefor-Blue Water (2015)           |
| Andreas Leknessund                       | 21 maja 1999         | Norwegia           | Uno-X Pro Cycling Team (2020)      |
| Frederik Madsen                          | 22 stycznia 1998     | Dania              | Uno-X Pro Cycling Team (2021)      |
| Niklas Märkl                             | 3 marca 1999         | Niemcy             | Development Team Sunweb (2020)     |
| Marius Mayrhofer                         | 18 września 2000     | Niemcy             | Development Team DSM (2021)        |
| Tim Naberman                             | 11 maja 1999         | Holandia           | Development Team DSM (2021)        |
| Joris Nieuwenhuis (1 sty–30 wrz)         | 11 lutego 1996       | Holandia           | Development Team Sunweb (2018)     |
| Casper Pedersen                          | 15 marca 1996        | Dania              | Aqua Blue Sport (2018)             |
| Florian Stork                            | 27 kwietnia 1997     | Niemcy             | Development Team Sunweb (2019)     |
| Martijn Tusveld                          | 9 września 1993      | Holandia           | Roompot-Nederlandse Loterij (2017) |
| Henri Vandenabeele                       | 15 kwietnia 2000     | Belgia             | Development Team DSM (2021)        |
| Kevin Vermaerke                          | 16 października 2000 | Stany Zjednoczone  | Hagens Berman Axeon (2020)         |
| Sam Welsford                             | 19 stycznia 1996     | Australia          | Pro Racing Sunshine Coast (2019)   |
| Pavel Bittner (1 sie–31 gru, stażysta)   | 29 października 2002 | Czechy             | Development Team DSM (2022)        |
| Casper van Uden (1 sie–31 gru, stażysta) | 22 lipca 2001        | Holandia           | Development Team DSM (2022)        |
|                                          |                      |                    |                                    |
| Źródło: ProCyclingStats                  |                      |                    |                                    |

#### Zwycięstwa
| Zwycięstwa       | Zwycięstwa                                    | Zwycięstwa      | Zwycięstwa | Zwycięstwa         | Zwycięstwa |
| Data             | Wyścig                                        | Państwo         | Kategoria  | Zwycięzca          |            |
| ---------------- | --------------------------------------------- | --------------- | ---------- | ------------------ | ---------- |
| 14 kwi           | Presidential Cycling Tour of Turkey, 5. etap  | Turcja          | 2.Pro      | Sam Welsford       |            |
| 22 kwietnia 2022 | Tour of the Alps, klasyfikacja generalna      | Włochy          | 2.Pro      | Romain Bardet      |            |
| 18 maj           | Giro d'Italia, 11. etap                       | Włochy          | 2.UWT      | Alberto Dainese    |            |
| 13 cze           | Tour de Suisse, 2. etap                       | Szwajcaria      | 2.UWT      | Andreas Leknessund |            |
| 17 cze           | Tour de Suisse, 6. etap                       | Szwajcaria      | 2.UWT      | Nico Denz          |            |
| 4 sie            | Tour de Pologne, 6. etap                      | Polska          | 2.UWT      | Thymen Arensman    |            |
| 14 sierpnia 2022 | Arctic Race of Norway, klasyfikacja generalna | Norwegia        | 2.Pro      | Andreas Leknessund |            |
| 14 sie           | Arctic Race of Norway, 4. etap                | Norwegia        | 2.Pro      | Andreas Leknessund |            |
| 5 wrz            | Tour of Britain, 2. etap                      | Wielka Brytania | 2.Pro      | Cees Bol           |            |

### 2021

#### Skład
| Skład drużyny 2021             | Skład drużyny 2021   | Skład drużyny 2021 | Skład drużyny 2021                    |
| Imię i nazwisko                | Data urodzenia       | Państwo            | Poprzednia grupa                      |
| ------------------------------ | -------------------- | ------------------ | ------------------------------------- |
| Thymen Arensman                | 4 grudnia 1999       | Holandia           | SEG Racing Academy (2020)             |
| Nikias Arndt                   | 18 listopada 1991    | Niemcy             | LKT Team Brandenburg (2012)           |
| Romain Bardet                  | 9 listopada 1990     | Francja            | AG2R La Mondiale (2020)               |
| Tiesj Benoot                   | 11 marca 1994        | Belgia             | Lotto-Soudal (2019)                   |
| Cees Bol                       | 27 lipca 1995        | Holandia           | SEG Racing Academy (2018)             |
| Marco Brenner                  | 27 sierpnia 2002     | Niemcy             | Team Auto Eder Bayern (2020)          |
| Romain Combaud                 | 1 kwietnia 1991      | Francja            | Nippo-Delko One Provence (2020)       |
| Alberto Dainese                | 25 marca 1998        | Włochy             | SEG Racing Academy (2019)             |
| Nico Denz                      | 15 lutego 1994       | Niemcy             | AG2R La Mondiale (2019)               |
| Mark Donovan                   | 3 kwietnia 1999      | Wielka Brytania    | Team Wiggins Le Col (2019)            |
| Nils Eekhoff                   | 23 stycznia 1998     | Holandia           | Development Team Sunweb (2019)        |
| Felix Gall                     | 27 lutego 1998       | Austria            | Development Team Sunweb (2019)        |
| Chad Haga                      | 26 sierpnia 1988     | Stany Zjednoczone  | Optum-Kelly Benefit Strategies (2013) |
| Chris Hamilton                 | 18 maja 1995         | Australia          | Avanti IsoWhey Sports (2016)          |
| Jai Hindley                    | 5 maja 1996          | Australia          | Mitchelton Scott (2017)               |
| Max Kanter                     | 22 października 1997 | Niemcy             | Development Team Sunweb (2018)        |
| Asbjørn Kragh Andersen         | 9 kwietnia 1992      | Dania              | Waoo (2018)                           |
| Søren Kragh Andersen           | 10 sierpnia 1994     | Dania              | Trefor-Blue Water (2015)              |
| Andreas Leknessund             | 21 maja 1999         | Norwegia           | Uno-X Pro Cycling Team (2020)         |
| Niklas Märkl                   | 3 marca 1999         | Niemcy             | Development Team Sunweb (2020)        |
| Joris Nieuwenhuis              | 11 lutego 1996       | Holandia           | Development Team Sunweb (2018)        |
| Casper Pedersen                | 15 marca 1996        | Dania              | Aqua Blue Sport (2018)                |
| Nicolas Roche                  | 3 lipca 1984         | Irlandia           | BMC Racing Team (2018)                |
| Martin Salmon                  | 29 października 1997 | Niemcy             | Development Team Sunweb (2019)        |
| Michael Storer                 | 28 lutego 1997       | Australia          | Mitchelton Scott (2017)               |
| Florian Stork                  | 27 kwietnia 1997     | Niemcy             | Development Team Sunweb (2019)        |
| Jasha Sütterlin                | 4 listopada 1992     | Niemcy             | Movistar Team (2019)                  |
| Martijn Tusveld                | 9 września 1993      | Holandia           | Roompot-Nederlandse Loterij (2017)    |
| Ilan Van Wilder (1 sty–17 lis) | 14 maja 2000         | Belgia             | Lotto-Soudal U23 (2019)               |
| Kevin Vermaerke                | 16 października 2000 | Stany Zjednoczone  | Hagens Berman Axeon (2020)            |
|                                |                      |                    |                                       |
| Źródło: ProCyclingStats        |                      |                    |                                       |

#### Zwycięstwa
| Zwycięstwa    | Zwycięstwa                            | Zwycięstwa | Zwycięstwa | Zwycięstwa     | Zwycięstwa |
| Data          | Wyścig                                | Państwo    | Kategoria  | Zwycięzca      |            |
| ------------- | ------------------------------------- | ---------- | ---------- | -------------- | ---------- |
| 8 mar         | Paryż-Nicea, 2. etap                  | Francja    | 2.UWT      | Cees Bol       |            |
| 31 lip        | Tour de l’Ain, 3. etap                | Francja    | 2.1        | Michael Storer |            |
| 31 lipca 2021 | Tour de l’Ain, klasyfikacja generalna | Francja    | 2.1        | Michael Storer |            |
| 5 sie         | Vuelta a Burgos, 3. etap              | Hiszpania  | 2.Pro      | Romain Bardet  |            |
| 13 sie        | Tour de Pologne, 5. etap              | Polska     | 2.UWT      | Nikias Arndt   |            |
| 20 sie        | Vuelta a España, 7. etap              | Hiszpania  | 2.UWT      | Michael Storer |            |
| 24 sie        | Vuelta a España, 10. etap             | Hiszpania  | 2.UWT      | Michael Storer |            |
| 28 sie        | Vuelta a España, 14. etap             | Hiszpania  | 2.UWT      | Romain Bardet  |            |

### 2020

#### Skład
| Skład drużyny 2020             | Skład drużyny 2020   | Skład drużyny 2020 | Skład drużyny 2020                    |
| Imię i nazwisko                | Data urodzenia       | Państwo            | Poprzednia grupa                      |
| ------------------------------ | -------------------- | ------------------ | ------------------------------------- |
| Thymen Arensman (1 lip–31 gru) | 4 grudnia 1999       | Holandia           | SEG Racing Academy (2020)             |
| Nikias Arndt                   | 18 listopada 1991    | Niemcy             | LKT Team Brandenburg (2012)           |
| Tiesj Benoot                   | 11 marca 1994        | Belgia             | Lotto-Soudal (2019)                   |
| Cees Bol                       | 27 lipca 1995        | Holandia           | SEG Racing Academy (2018)             |
| Alberto Dainese                | 25 marca 1998        | Włochy             | SEG Racing Academy (2019)             |
| Nico Denz                      | 15 lutego 1994       | Niemcy             | AG2R La Mondiale (2019)               |
| Mark Donovan                   | 3 kwietnia 1999      | Wielka Brytania    | Team Wiggins Le Col (2019)            |
| Nils Eekhoff                   | 23 stycznia 1998     | Holandia           | Development Team Sunweb (2019)        |
| Felix Gall                     | 27 lutego 1998       | Austria            | Development Team Sunweb (2019)        |
| Chad Haga                      | 26 sierpnia 1988     | Stany Zjednoczone  | Optum-Kelly Benefit Strategies (2013) |
| Chris Hamilton                 | 18 maja 1995         | Australia          | Avanti IsoWhey Sports (2016)          |
| Jai Hindley                    | 5 maja 1996          | Australia          | Mitchelton Scott (2017)               |
| Max Kanter                     | 22 października 1997 | Niemcy             | Development Team Sunweb (2018)        |
| Marc Hirschi                   | 24 sierpnia 1998     | Szwajcaria         | Development Team Sunweb (2018)        |
| Wilco Kelderman                | 25 marca 1991        | Holandia           | LottoNL-Jumbo (2016)                  |
| Asbjørn Kragh Andersen         | 9 kwietnia 1992      | Dania              | Waoo (2018)                           |
| Søren Kragh Andersen           | 10 sierpnia 1994     | Dania              | Trefor-Blue Water (2015)              |
| Michael Matthews               | 26 września 1990     | Australia          | Orica-BikeExchange (2016)             |
| Joris Nieuwenhuis              | 11 lutego 1996       | Holandia           | Development Team Sunweb (2018)        |
| Sam Oomen                      | 15 sierpnia 1995     | Holandia           | Rabobank Development (2015)           |
| Casper Pedersen                | 15 marca 1996        | Dania              | Aqua Blue Sport (2018)                |
| Robert Power                   | 11 maja 1995         | Australia          | Mitchelton-Scott (2018)               |
| Nicolas Roche                  | 3 lipca 1984         | Irlandia           | BMC Racing Team (2018)                |
| Martin Salmon                  | 29 października 1997 | Niemcy             | Development Team Sunweb (2019)        |
| Michael Storer                 | 28 lutego 1997       | Australia          | Mitchelton Scott (2017)               |
| Florian Stork                  | 27 kwietnia 1997     | Niemcy             | Development Team Sunweb (2019)        |
| Jasha Sütterlin                | 4 listopada 1992     | Niemcy             | Movistar Team (2019)                  |
| Martijn Tusveld                | 9 września 1993      | Holandia           | Roompot-Nederlandse Loterij (2017)    |
| Ilan Van Wilder                | 14 maja 2000         | Belgia             | Lotto-Soudal U23 (2019)               |
|                                |                      |                    |                                       |
| Źródło: ProCyclingStats        |                      |                    |                                       |

#### Zwycięstwa
| Zwycięstwa    | Zwycięstwa                              | Zwycięstwa | Zwycięstwa | Zwycięstwa           | Zwycięstwa |
| Data          | Wyścig                                  | Państwo    | Kategoria  | Zwycięzca            |            |
| ------------- | --------------------------------------- | ---------- | ---------- | -------------------- | ---------- |
| 5 lut         | Herald Sun Tour, 1. etap                | Australia  | 2.1        | Alberto Dainese      |            |
| 6 lut         | Herald Sun Tour, 2. etap                | Australia  | 2.1        | Jai Hindley          |            |
| 8 lut         | Herald Sun Tour, 4. etap                | Australia  | 2.1        | Jai Hindley          |            |
| 9 lutego 2020 | Herald Sun Tour, klasyfikacja generalna | Australia  | 2.1        | Jai Hindley          |            |
| 21 lut        | Volta ao Algarve, 3. etap               | Portugalia | 2.Pro      | Cees Bol             |            |
| 11 mar        | Paryż-Nicea, 4. etap                    | Francja    | 2.UWT      | Søren Kragh Andersen |            |
| 13 mar        | Paryż-Nicea, 6. etap                    | Francja    | 2.UWT      | Tiesj Benoot         |            |
| 25 sie        | Bretagne Classic Ouest-France           | Francja    | 1.UWT      | Michael Matthews     |            |
| 10 wrz        | Tour de France, 12. etap                | Francja    | 2.UWT      | Marc Hirschi         |            |
| 12 wrz        | Tour de France, 14. etap                | Francja    | 2.UWT      | Søren Kragh Andersen |            |
| 17 wrz        | Okolo Slovenska, 2. etap                | Słowacja   | 2.1        | Nico Denz            |            |
| 18 wrz        | Tour de France, 19. etap                | Francja    | 2.UWT      | Søren Kragh Andersen |            |
| 30 wrz        | La Flèche Wallonne                      | Belgia     | 1.UWT      | Marc Hirschi         |            |
| 2 paź         | Benelux Tour, 4. etap                   | Belgia     | 2.UWT      | Søren Kragh Andersen |            |
| 11 paź        | Paryż-Tours                             | Francja    | 1.Pro      | Casper Pedersen      |            |

### 2019

#### Skład
| Skład drużyny 2019                       | Skład drużyny 2019   | Skład drużyny 2019 | Skład drużyny 2019                    |
| Imię i nazwisko                          | Data urodzenia       | Państwo            | Poprzednia grupa                      |
| ---------------------------------------- | -------------------- | ------------------ | ------------------------------------- |
| Tom Dumoulin                             | 11 listopada 1990    | Holandia           | Rabobank Continental (2011)           |
| Nicolas Roche                            | 3 lipca 1984         | Irlandia           | BMC Racing Team (2018)                |
| Chad Haga                                | 26 sierpnia 1988     | Stany Zjednoczone  | Optum-Kelly Benefit Strategies (2013) |
| Wilco Kelderman                          | 25 marca 1991        | Holandia           | LottoNL-Jumbo (2016)                  |
| Asbjørn Kragh Andersen                   | 9 kwietnia 1992      | Dania              | Waoo (2018)                           |
| Søren Kragh Andersen                     | 10 sierpnia 1994     | Dania              | Trefor-Blue Water (2015)              |
| Nikias Arndt                             | 18 listopada 1991    | Niemcy             | LKT Team Brandenburg (2012)           |
| Jan Bakelants                            | 14 lutego 1986       | Belgia             | AG2R La Mondiale (2018)               |
| Cees Bol                                 | 27 lipca 1995        | Holandia           | SEG Racing Academy (2018)             |
| Roy Curvers                              | 27 grudnia 1979      | Holandia           | Time-Van Hemert (2007)                |
| Johannes Fröhlinger                      | 9 czerwca 1985       | Niemcy             | Team Milram (2010)                    |
| Chris Hamilton                           | 18 maja 1995         | Australia          | Avanti IsoWhey Sports (2016)          |
| Jai Hindley                              | 5 maja 1996          | Australia          | Mitchelton Scott (2017)               |
| Marc Hirschi                             | 24 sierpnia 1998     | Szwajcaria         | Development Team Sunweb (2018)        |
| Lennard Kämna                            | 9 września 1996      | Niemcy             | Stölting Service Group (2016)         |
| Max Kanter                               | 22 października 1997 | Niemcy             | Development Team Sunweb (2018)        |
| Michael Matthews                         | 26 września 1990     | Australia          | Orica-BikeExchange (2016)             |
| Joris Nieuwenhuis                        | 11 lutego 1996       | Holandia           | Development Team Sunweb (2018)        |
| Sam Oomen                                | 15 sierpnia 1995     | Holandia           | Rabobank Development (2015)           |
| Casper Pedersen                          | 15 marca 1996        | Dania              | Aqua Blue Sport (2018)                |
| Robert Power                             | 11 maja 1995         | Australia          | Mitchelton-Scott (2018)               |
| Michael Storer                           | 28 lutego 1997       | Australia          | Mitchelton Scott (2017)               |
| Martijn Tusveld                          | 9 września 1993      | Holandia           | Roompot-Nederlandse Loterij (2017)    |
| Louis Vervaeke                           | 6 października 1993  | Belgia             | Lotto-Soudal (2017)                   |
| Max Walscheid                            | 13 czerwca 1993      | Niemcy             | Kuota-Lotto (2015)                    |
| Florian Stork (27 mar–31 gru)            | 27 kwietnia 1997     | Niemcy             | Development Team Sunweb (2019)        |
|                                          |                      |                    |                                       |
| Źródła: ProCyclingStats Cycling Quotient |                      |                    |                                       |

#### Zwycięstwa
| Zwycięstwa | Zwycięstwa                          | Zwycięstwa        | Zwycięstwa | Zwycięstwa       | Zwycięstwa |
| Data       | Wyścig                              | Państwo           | Kategoria  | Zwycięzca        |            |
| ---------- | ----------------------------------- | ----------------- | ---------- | ---------------- | ---------- |
| 20 mar     | Nokere Koerse                       | Belgia            | 1.HC       | Cees Bol         |            |
| 26 mar     | Volta Ciclista a Catalunya, 2. etap | Hiszpania         | 2.UWT      | Michael Matthews |            |
| 30 mar     | Volta Ciclista a Catalunya, 6. etap | Hiszpania         | 2.UWT      | Michael Matthews |            |
| 18 maj     | Tour of California, 7. etap         | Stany Zjednoczone | 2.UWT      | Cees Bol         |            |
| 28 maj     | Tour of Norway, 1. etap             | Norwegia          | 2.HC       | Cees Bol         |            |
| 2 cze      | Giro d'Italia, 21. etap             | Włochy            | 2.UWT      | Chad Haga        |            |
| 31 sie     | Vuelta a España, 8. etap            | Hiszpania         | 2.UWT      | Nikias Arndt     |            |
| 13 wrz     | Grand Prix Cycliste de Québec       | Kanada            | 1.UWT      | Michael Matthews |            |
| 25 wrz     | Omloop van het Houtland             | Belgia            | 1.1        | Max Walscheid    |            |